# Write (Unix)
A write egy Unix parancs, mely üzenetek küldésére szolgál a felhasználók között.

## Használat
A  write parancs helyes használata:
```
write 
felhasznalo
 [ 
tty
 ]

Üzenet
```

Az üzenet a Ctrl+D billentyűkombinációval fejezhető be. A tty argumentum akkor szükséges, ha a felhasználó több terminálon van bejelentkezve.

## Példa
Kommunikálás két felhasználó között:
```
11:19 AM# write root pts/7
teszt
```

A másik felhasználó ablakában megjelenik:
```
Message from root@punch on pts/8 at 11:19...
teszt
```

## Történet
A write parancs első megjelenése a Research Unix operációs rendszer első változatában volt. A write parancs egy másik változata, mellyel a windowsos hálózatokban küldhetünk parancsot a felhasználóknak, a Server Message Block (SMB) csomagot használja.[forrás?]